# Albersberg (Riedering)
Albersberg ist ein Gemeindeteil von Riedering im oberbayerischen Landkreis Rosenheim. Der Weiler liegt circa drei Kilometer östlich von Riedering.

## Geschichte
Albersberg wird als Adalprehtisperc zwischen 1042 und 1046 erstmals in den Traditionen des Klosters Tegernsee genannt, als die Brüder Willipert und Pernger, Knechte des Klosters Tegernsee, Besitz zu Groß(Unter)schönau und Albersberg übertragen. 